# 久木野そば研修センター・そば道場
久木野そば研修センター・そば道場（くぎのそばけんしゅうせんたー・そばどうじょう）は、熊本県阿蘇郡南阿蘇村にある、蕎麦打ちを体験でき、食事も出来る体験型観光施設・レストラン。

## 概要
- 所在地 : 〒869-1412 熊本県阿蘇郡南阿蘇村大字久石2870
- 開館時間 : <夏期>9:30 - 17:00／<冬期>9:30 - 16:30
- 休館日 : 第1水曜日（休館日の無い月、臨時休館の場合もあり）
- 指定管理者：有限会社くぎのむら

## 沿革
- 1990年（平成2年）5月27日：熊本県阿蘇郡久木野村（現：南阿蘇村）大字河陰にて開館。
- 2019年（平成31年）4月12日：道の駅あそ望の郷くぎの敷地内に移転。

## 交通アクセス

### 自家用車
- 九州自動車道「益城熊本空港I.C.」より熊本県道36号熊本益城大津線、熊本県道206号堂園小森線、熊本県道28号熊本高森線俵山トンネル経由（約40分）。
- 九州自動車道「熊本I.C.」より熊本県道103号熊本空港線、熊本県道206号堂園小森線、熊本県道28号熊本高森線俵山トンネル経由（約45分）。
- 熊本空港より、約30分。

## 周辺施設
- あそ望の郷くぎの
- あか牛の館
- 南阿蘇・久木野温泉「四季の森」
- 南阿蘇・久木野温泉「木の香湯」